# Йонг Голланд (Віллемстад)
Футбольний клуб «Йонг Голланд» (нід. Curaçaose Rooms Katholieke Sport Vereiniging Jong Holland) — професійний кюрасаоський футбольний клуб з міста Віллемстад. Клуб був заснований у 1919 році, та проводить домашні матчі на стадіоні «Ерхіліо Гато» місткістю 10 тисяч глядачів. Клуб грає у Першому дивізіоні Кюрасао, найвищому футбольному дивізіоні острова, та 17 разів вигравав чемпіонат Кюрасао, також клуб 4 рази ставав переможцем чемпіонату Нідерландських Антільських Островів.

## Титули і досягнення
- Чемпіон Кюрасао (17): 1926, 1928, 1932, 1936, 1938, 1940, 1944, 1949, 1950, 1952, 1960, 1978, 1981, 1999, 2018, 2021, 2022
- Переможець чемпіонату Нідерландських Антільських Островів (4): 1960, 1976—1977, 1977—1978, 1981—1982